# Juan Delgadillo de Avellaneda
Juan Delgadillo de Avellaneda († Valladolid, 1590) fue un noble español titulado III señor de Castrillo de Don Juan.
Fue hijo de Lope Hurtado Delgadillo, II señor de Castrillo de Don Juan, y de Isabel de Obregón.
Contrajo matrimonio con doña Inés, de quién no se tiene relación de su apellido, y de este matrimonio no hubo descendientes, por lo que heredó su señorío Bernardino González de Avellaneda y Delgadillo, su sobrino segundo, a quien el rey Felipe III de España concedió en 1610 el condado de Castrillo de Don Juan, sobre el señorío familiar.